# 雷洞村
雷洞村是位于中国广西忻城县红渡镇西南方向的一个壮乡山村。
全村分4组有一百多户壮族人家，母语为状语，第二语言为桂柳话（当地成柳州话），当地学前、中小学教育均使用普通话。
雷洞村人口超过九成姓潘，还有少部分为蓝、韦、莫家族。全村潘姓家族都拜祭潘古富为流传至今最老的祖先。